# BMW M20
Con la sigla M20 si intende una famiglia di motori alimentati a benzina per uso automobilistico prodotti tra il 1977 e il 1994 dalla casa automobilistica tedesca BMW.

## Descrizione

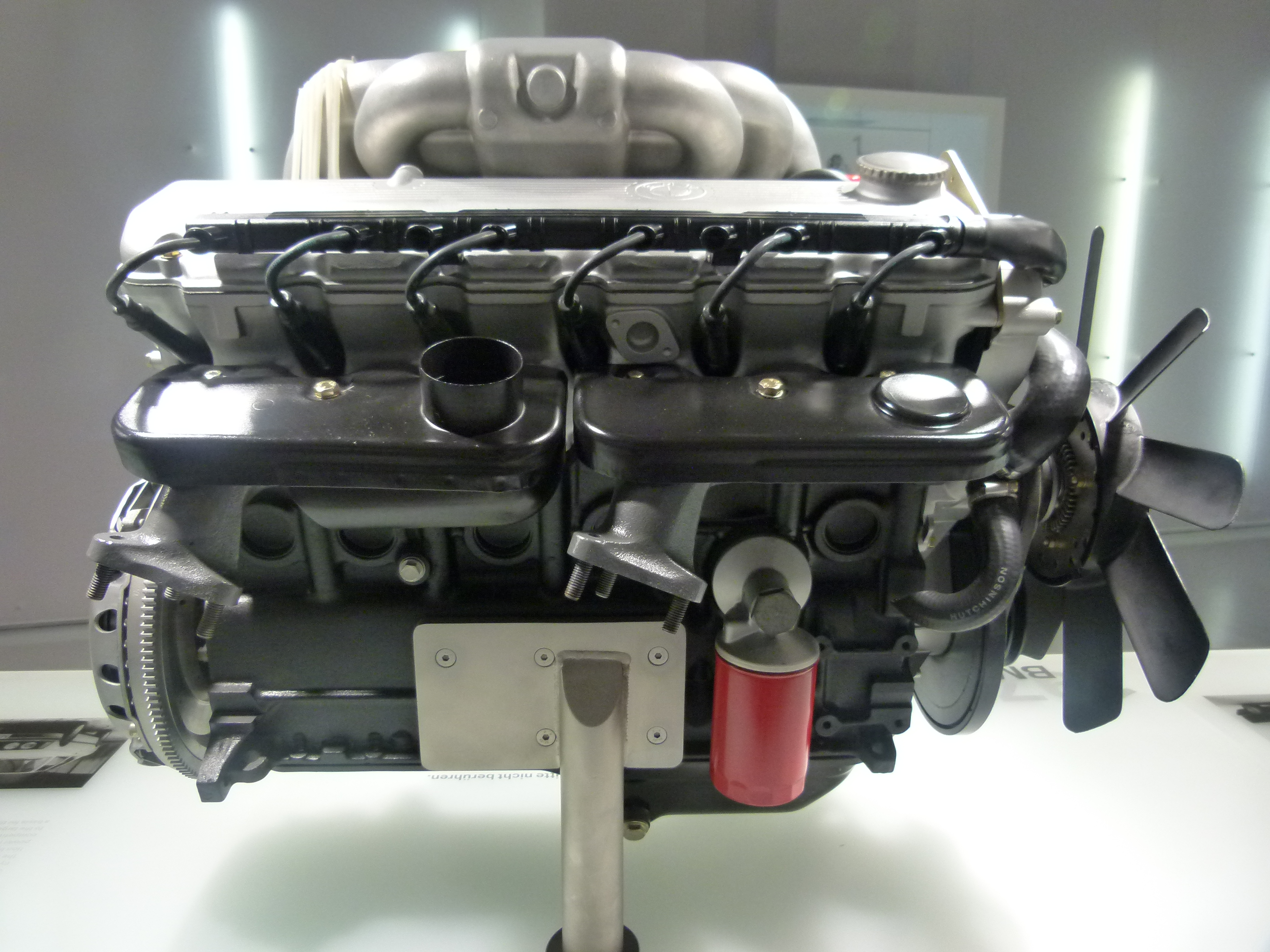
vista laterale di un motore BMW M20

Tale famiglia di motori fu presentata alla fine del 1976, ma cominciò a essere regolarmente montata su gran parte della produzione BMW solo all'inizio dell'anno seguente.
Si tratta di motori a 6 cilindri in linea con cilindrate comprese tra i 2 e i 2.7 litri. Questa famiglia di motori venne soprannominata little six per distinguerla dalla famiglia di motori M30, soprannominata big six perché si trattava sempre di motori a 6 cilindri in linea, ma con cilindrate comprese tra i 2.5 e i 3.5 litri. Nacque fra lo scetticismo degli stessi vertici BMW, poiché convinti (a torto) che non sarebbe stata mai all'altezza della famiglia di motori precedente, ossia la M10. D'altro canto si era però giustamente convinti della bontà della soluzione a 6 cilindri per garantire una maggior "rotondità" di funzionamento.
Le caratteristiche dei motori M20 erano le seguenti:
- sono motori superquadri (con alesaggio maggiore della corsa);
- distribuzione a un albero a camme in testa comandato da cinghia dentata;
- due valvole per cilindro;
- hanno 7 supporti di banco

Sono inoltre tutti motori di assai complicata messa a punto, poiché le valvole hanno la caratteristica che quando sono aperte al massimo invadono una grossa porzione di spazio interno della camera di scoppio che in un altro istante viene completamente occupato dal pistone, per cui occorre una precisione assoluta nella fasatura del motore se si vogliono evitare irregolarità di funzionamento o addirittura seri danni al motore.
I primi M20 debuttarono sulla 320 E21 e sulla 520 E12.

## Versioni ed evoluzioni
Sono esistite diverse versioni ed evoluzioni tra i motori che hanno costituito la famiglia M20. Di seguito ne vengono analizzate le principali caratteristiche per ognuno.

### Versioni da 2 litri

#### M20B20VE
Introdotta per la prima nel 1977, è la versione base della famiglia M20: ogni cilindro misura 80x66 mm di alesaggio e corsa, per una cilindrata totale di 1990 cc. L'alimentazione era affidata inizialmente a un carburatore doppio corpo Solex. La potenza massima era di 122 CV a 6000 giri/min, mentre la coppia massima raggiungeva i 160 Nm a 4000 giri/min.
Nel 1979 v fu un lieve aggiornamento consistente nell'adozione di un nuovo carburatore doppio corpo, sempre Solex, ma leggermente più prestante. La potenza massima passò in questo modo a 125 CV.
Tale motore fu montato tra il 1977 e il 1982 su:
- BMW 320 (1977-82);
- BMW 520 (1977-81)

#### M20B20LE
Questo motore ha esordito alla fine del 1981 sulla neonata BMW 520i (in Italia sarebbe arrivata nel gennaio 1982). Si tratta in pratica dello stesso motore precedente, ma con la variante dell'alimentazione a iniezione meccanica K-Jetronic in luogo del carburatore. La potenza massima raggiungeva così i 125 CV a 5800 giri/min, mentre la coppia massima toccava i 165 N·m a 4500 giri/min. In questa configurazione questo motore è stato utilizzato su:
- BMW 520i E28 (1981-85);
- BMW 320i E30 (1983-85)

Ma dal 1986 vi fu un aggiornamento in questo motore, che ricevette l'alimentazione a iniezione elettronica e 4 CV in più, arrivando così a 129 CV a 6000 giri/min e 174 N·m di coppia massima a 4300 giri/min. Così aggiornato, questo motore venne montato su:
- BMW 320i E30 (1986-92;
- BMW 520i E28 (1986-88);
- BMW 520i E34 (1988-90)

Da notare inoltre che gli stessi modelli montarono, a partire dal 1987, lo stesso motore, ma a richiesta dotato di catalizzatore: la potenza rimane invariata, mentre la coppia massima scende a 164 N·m, disponibili a 4300 giri/min.

### M20B23 (2.3 litri)
È un motore che ha conosciuto alcune evoluzioni nel corso della sua produzione. Esordì nel 1977 con la sigla di M20B23KE: si trattava di un'evoluzione del 2 litri di base, rispetto al quale si differenziava per la differente misura della corsa, salita a 76.8 mm. L'alimentazione era a iniezione meccanica L-Jetronic. La cilindrata totale è di 2316 cc. La potenza massima salì a 143 CV a 5300 giri/min, con un picco di coppia pari a 205 N·m a 4000 giri/min. 
Tale motore venne montato unicamente sulla BMW 323i E21 tra il 1977 e il 1982.
A partire da tale data, venne sostituito dal M20B23LE, che si differenziava dalla precedente versione per l'iniezione elettronica L-Jetronic. Come risultato si ottenne una potenza massima di 139 CV a 5300 giri/min. Invariata invece la coppia massima. Dall'autunno del 1983, questo motore beneficiò di un ulteriore aggiornamento, che ne fece innalzare la potenza massima a 150 CV a 6000 giri/min.
Questo motore venne montato sulla BMW 323i E30' dal 1982 al 1985.

### M20B25 (2.5 litri)
Questo motore esordì sulla sostituta della 323i E30, ossia la 325i E30 a partire dal 1985. Si trattava di un motore che utilizzava i cilindri e i pistoni del motore M10 montato sulla 316i, ma con la corsa opportunamente allungata da 71 a 75 mm. Trattandosi poi, com'è noto, di un 6 cilindri e non più di un 4 cilindri, la cilindrata aumentò portandosi a 2494 cc. L'alimentazione era a iniezione elettronica Bosch DME 1.1. La potenza massima arrivò a 171 CV a 5800 giri/min, con un valore di punta della coppia motrice pari a 226 N·m a 4000 giri/min. In tale configurazione, questo motore fu prodotto per circa un anno: nel 1986 ricevette il catalizzatore, nonché una nuova centralina, la Bosch DME 1.3, e la sua potenza subì un leggerissimo, impercettibile decremento (solo 1 CV), portandosi a 170 CV, mentre la coppia massima scese a 222 N·m a 4300 giri/min.
Con questi aggiornamenti, il motore (che a questo punto cambiò sigla in M20B25Kat) venne montato su:
- BMW 325i E30 (1985-91);
- BMW 325i Cabriolet E30 (1985-93);
- BMW Z1 (1988-91);
- BMW 525i E34 (1988-90)

### M20B27 (2.7 litri)
Questo motore era previsto per le 325e E30, le 525e E28 e le 525i E34 destinate solo ad alcuni mercati, tra i quali non figura quello italiano. Per la precisione, inizialmente (cioè dal 1982) fu destinato unicamente ai mercati del Giappone e degli USA, ma dal 1985 (e fino al 1987) fu introdotto anche in alcuni mercati europei. 
Il motore M20B27 nacque a partire dal motore della 316i, un M10 dai cilindri dimensionati come 84x71 mm, ma la cui corsa venne allungata a 81 mm. A questo motore vennero poi aggiunti altri due cilindri in linea, divenendo così il più grande esponente della famiglia M20. La sua cilindrata totale, infatti, era di 2693 cc. L'alimentazione era a iniezione elettronica. I motori di questo tipo prodotti fino al 1987 erogavano una potenza massima di 122 CV a 4250 giri/min e una coppia massima di 230 N·m a 3250 giri/min, ed erano disponibili solo in versione catalizzata.